# خوليو سيزار سيخا بيدرازا
خوليو سيزار سيخا بيدرازا (بالإسبانية: Julio Ceja)‏ مواليد 18 نوفمبر 1992 في ولاية مكسيكو، المكسيك، هو ملاكم محترف مكسيكي يصنف ضمن فئة وزن الذبابة.

## إحصائيات
خاض خلال مسيرته 32 نزالا، فاز في 30 ولم يتعادل وخسر في 2. فاز بالضربة القاضية في 27 نزالا.

## روابط خارجية
- خوليو سيزار سيخا بيدرازا على موقع بوكس ريك (الإنجليزية) (registration required)